# Errouha
Errouha  (in arabo الروحا‎?) è un centro abitato e comune rurale del Marocco situato nella provincia di Zagora, regione di Drâa-Tafilalet. Conta una popolazione di 10 523 abitanti (censimento 2014).